# Казанский храм (Торопец)
Казанский храм — православный храм в городе Торопце Тверской области.

## История
Каменный храм был построен в 1741—1764 годах на месте деревянного. Имел два престола: главный — во имя Казанской иконы Божьей Матери и придельный — во имя святых благоверных князей Бориса и Глеба. Отдельно от храма стояла колокольня, которая до нашего времени не сохранилась. В 1843 году храм был обнесён кирпичной оградой с двумя башнями, в одной из них находилась часовня. Ограда и часовня не сохранились. В 1876 году Казанский храм был приписан к Никольскому храму Торопца.

В 1931 году храм был закрыт и осквернён. В советское время в здании храма располагались разные организации: бойлерная, кузница, склад сапог и валенок, в алтаре некоторое время находился склад соли. В апреле 1991 года здание храма было передано Русской православной церкви, начались реставрационные работы. Первое богослужение состоялось 5 января 1992 года.

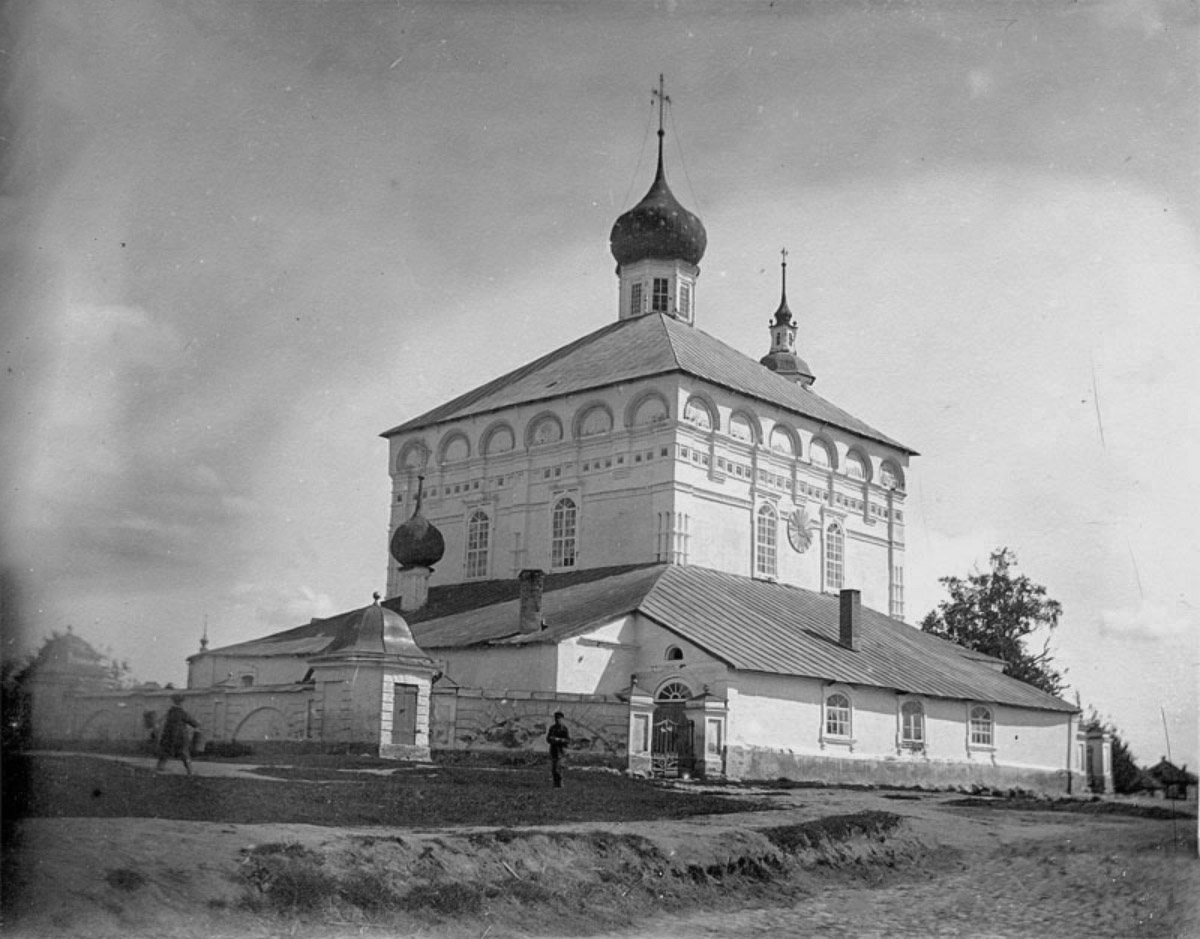
Фотография храма в 1904 году
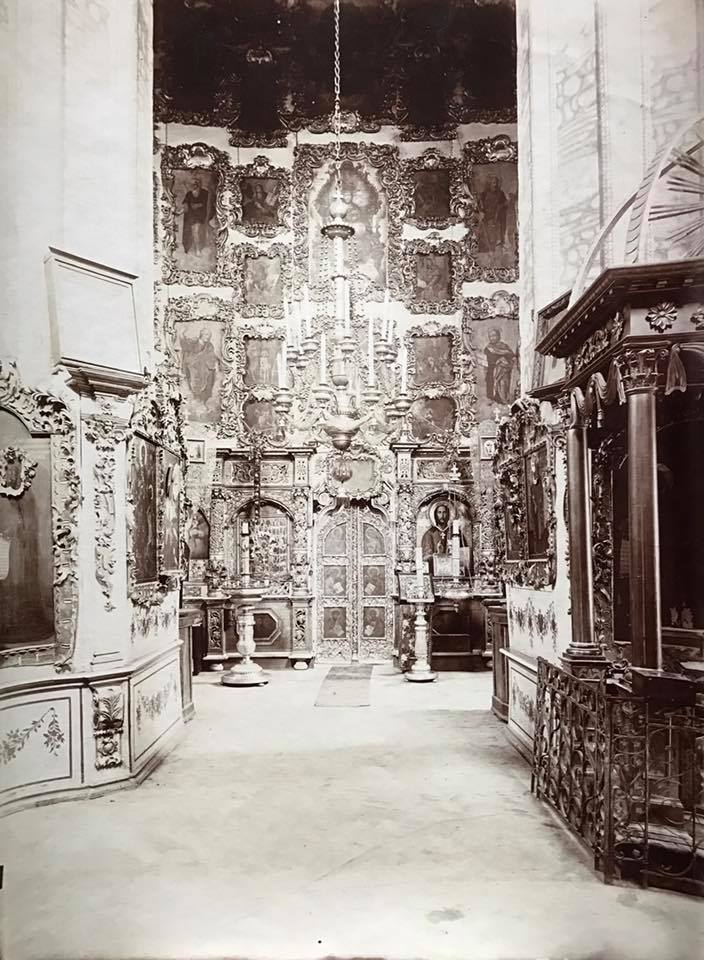
Интерьер Казанского храма, фотография 1912 года
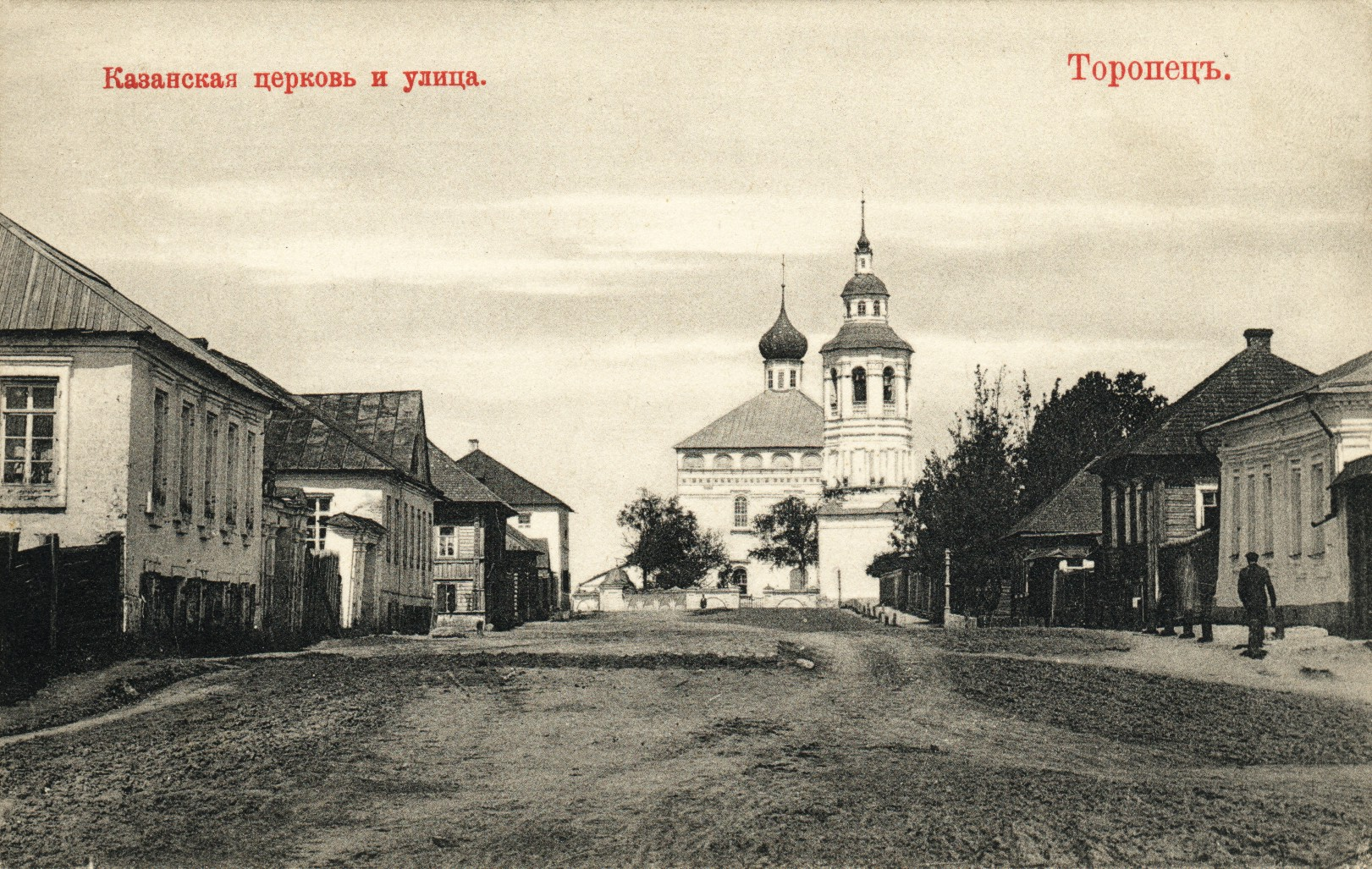
Казанская церковь и улица до революции 1917 года

## Духовенство
- Настоятель храма — протоиерей Валентин Штупун
- Диакон Георгий Куров[4]

## Современное состояние
По состоянию на 2020 год храм действует. Настоятель — протоиерей Валентин Штупун.

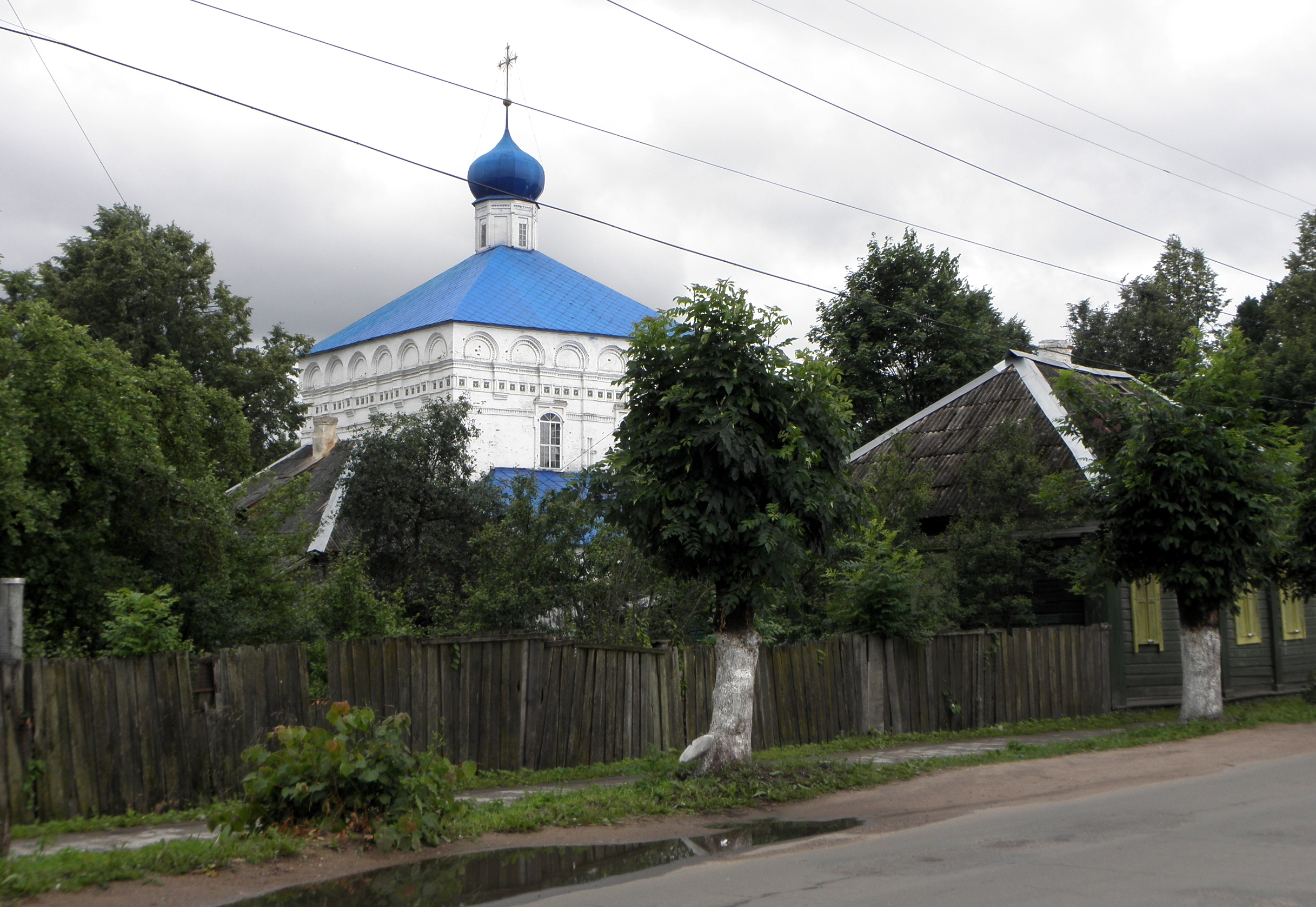
Вид с Октябрьской улицы
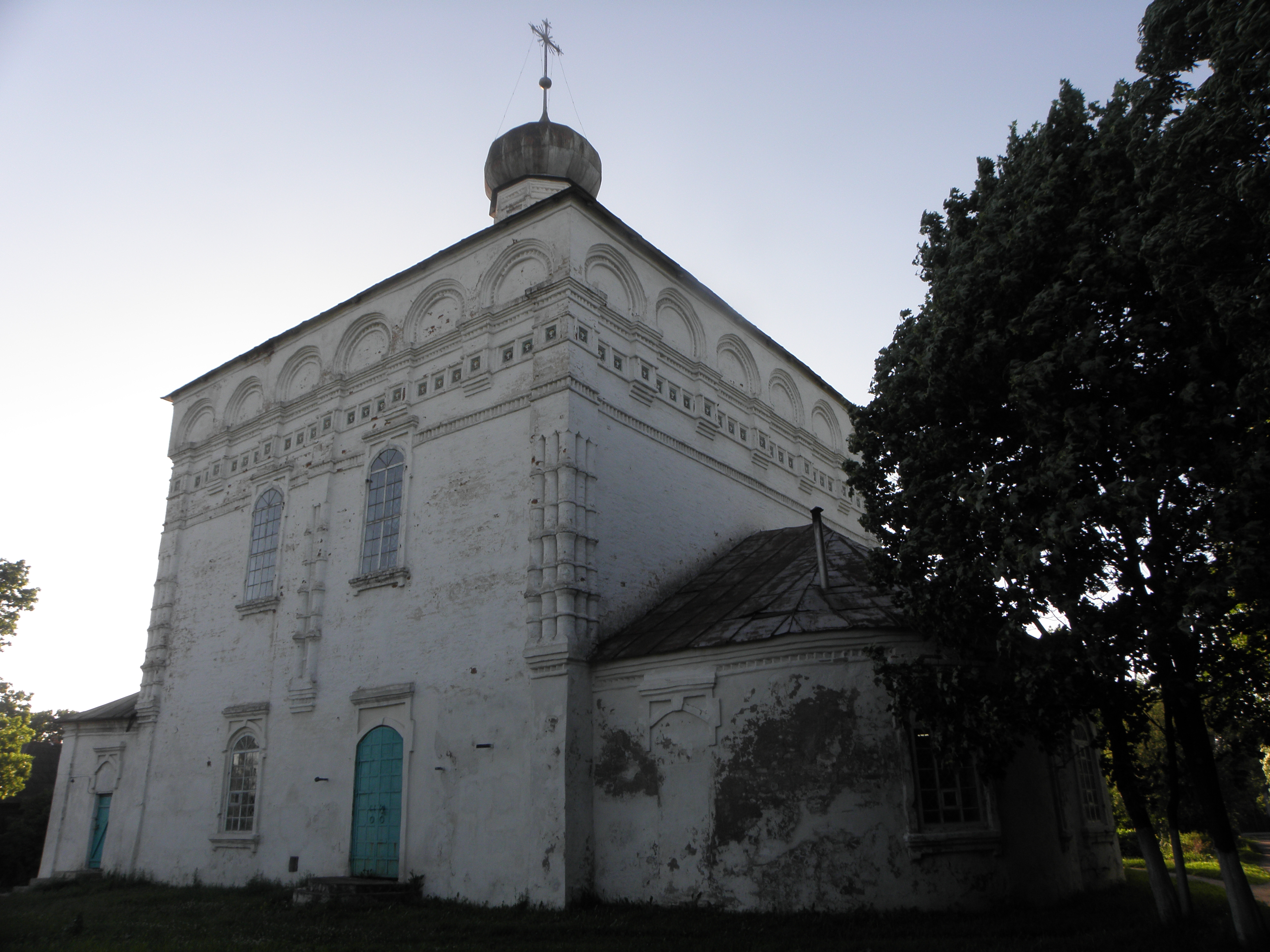
Вид с юго-востока